# .pn
.pn – domena internetowa przypisana do Pitcairnu.
Domena została wykorzystana między innymi w kampanii zorganizowanej z okazji premiery filmu Igrzyska śmierci: Kosogłos. Część 1, jako domena fikcyjnego państwa Panem.